# Chaetogaedia aurata
Chaetogaedia aurata är en tvåvingeart som beskrevs av Blanchard 1963. Chaetogaedia aurata ingår i släktet Chaetogaedia och familjen parasitflugor. Inga underarter finns listade i Catalogue of Life.